# جايسون روي
جايسون روي (21 يوليو 1990 بديربان في جنوب أفريقيا - ) (بالإنجليزية: Jason Roy)‏ هو لاعب كريكت بريطاني. شارك مع منتخب إنجلترا للكريكت. أما مع النوادي، فقد لعب مع Chittagong Vikings ‏ وLahore Qalandars ‏ وQuetta Gladiators ‏ ونادي مقاطعة سري للكريكت ‏ ودلهي كابيتالز وSydney Sixers ‏ وSydney Thunder ‏.

## وصلات خارجية
- جايسون روي على موقع إي آس بي آن كريك إنفو (الإنجليزية)